# Guido Bonatti

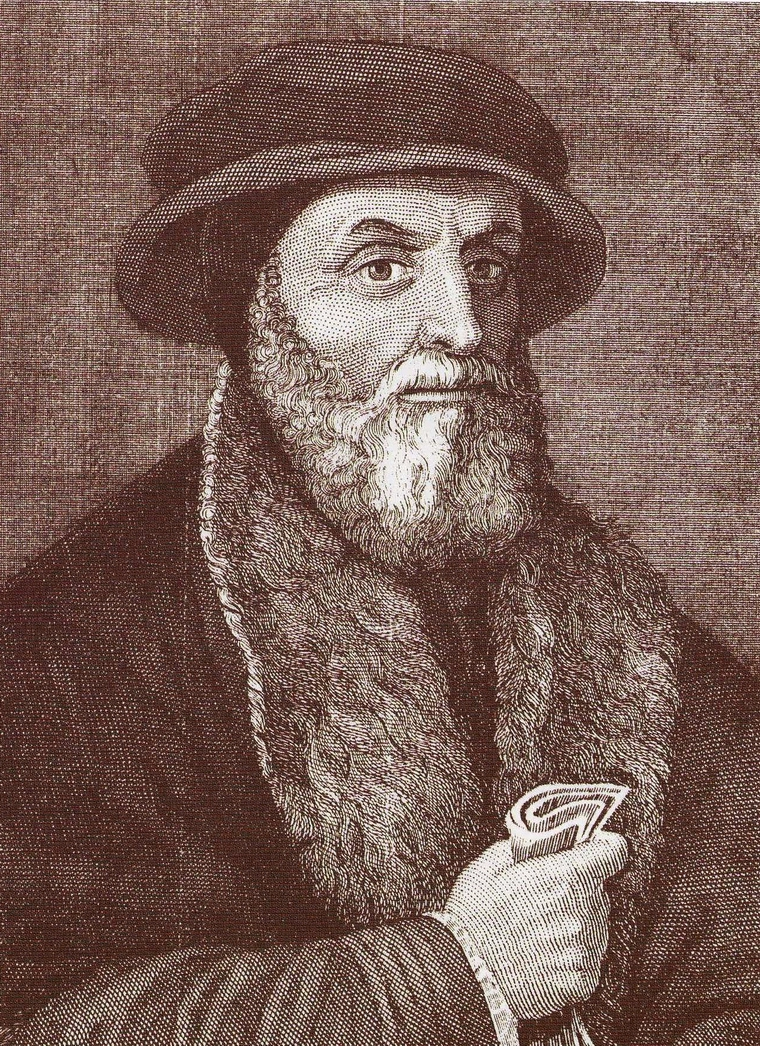
Guido Bonatti en una incisión del '500.

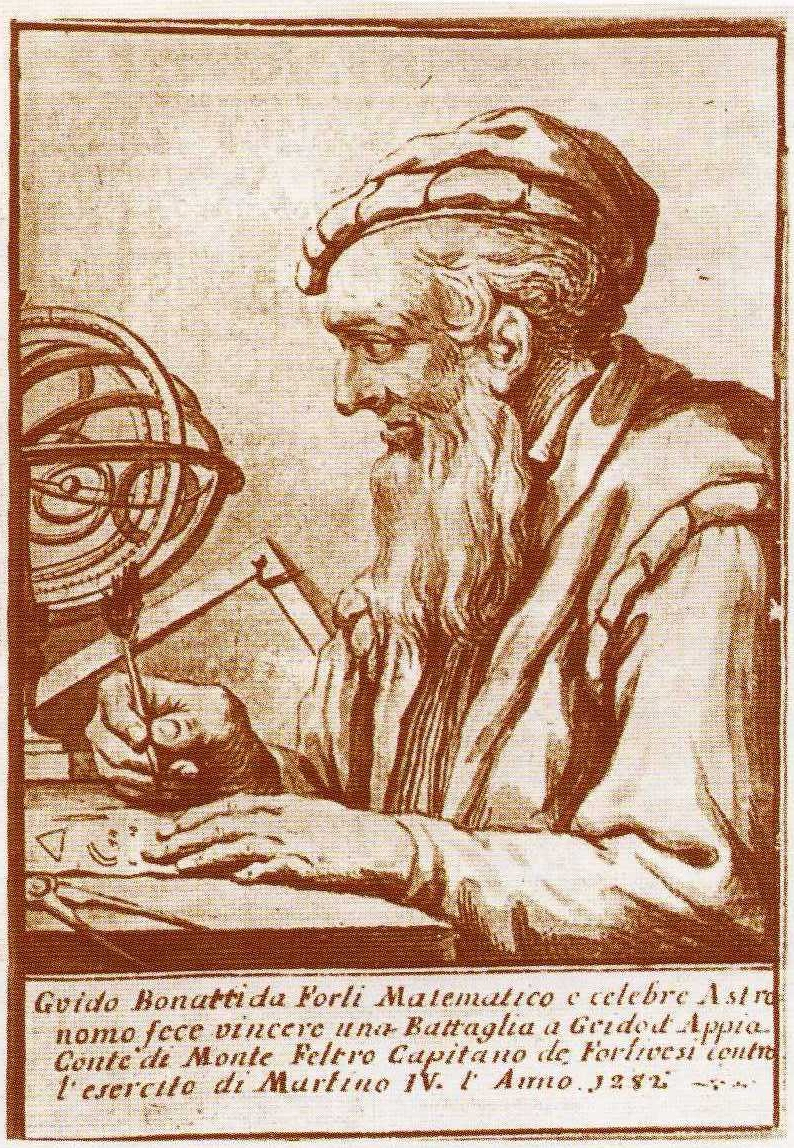
Guido Bonatti en una incisión del.

Guido Bonatti (Forlì, aprox. 1210 – 1296 o 1300) fue un famoso astrónomo y astrólogo italiano del siglo XIII.

## Biografía
Su fecha de nacimiento es desconocida aunque se considera que fue a inicios del siglo XIII (según algunas fuentes el nacimiento se colocaría en 1210) y su muerte tampoco es clara ya que se estima que fue entre 1296 y 1300.
En 1233 afrontó con éxito, en Bolonia, una disputa con el fraile Giovanni Schio de Vicenza, que sostenía que la astrología no utilizaba el Método científico. En una segunda disputa, en Forlí, con el franciscano Ugo de Reggio, llamado Ugo Paucapalea, Bonatti en cambio perdió, tanto que las fuentes dicen que no osó mostrarse en público mientras Ugo estaba en la ciudad.
Fue consejero, astrólogo y mago, de Guido Novello da Polenta y de Guido da Montefeltro. Estuvo al servicio de las comunas de Florencia, Siena y Forlí.
Se ha hipotizado también que estuvo al servicio del emperador Federico II, y de Ezzelino da Romano, dado que la tradición le atribuye, desde lo alto de su torre en Forlí, la observación de una serie de extraordinarios presagios, astronómicos y meteorológicos, a través de los cuales, en el 1246, estuvo en grado de formular una clarividencia y confirmar las voces de una conjura con el cual el papa Inocencio IV buscaba asesinar a Federico y a su aliado, en aquella sedición que después habría terminado como la Conjura de Capaccio.
En el 1260 Bonatti fue testimonio de una unión entre Florencia y Siena. En aquella ocasión predijo la victoria de los gibelinos en la Batalla de Montaperti, ganando mucha fama dado que esta se cumplió.
En el 1282, el papa Martín IV envió un ejército de franceses contra la ciudad de Forlí, la última fortaleza gibelina en Italia. Los franceses, después de haber asediado durante mucho tiempo la ciudad, fueron derrotados, gracias a la habilidad estratégica de Guido da Montefeltro, en ese entonces líder de las milicias de Forlí, y de su consejero, justamente Guido Bonatti: el episodio de la Batalla de Forlí es recordado por Dante Alighieri, que de Forli dijo: "La tierra que sostuvo ya la larga prueba y de franceses hizo un montón sangriento" (Infierno, XXVII, 43-44), mientras el mismo Bonatti es puesto en el Infierno (Infierno, XX, 118). Bonatti tenía el propio laboratorio en la celda del campanario de la Abadía de San Mercuriale y, según la memoria histórica de la ciudad, parece que desde lo alto del campanario haya guiado la resistencia contra los franceses. Según algunas fuentes, predijo también la propia herida durante el asedio, hecho que se cumplió.
Alrededor del año 1277, escribió un gran tratado de astronomía y astrología, titulado Liber decem continens tractatus astronomiae, del cual existen varios ejemplares y fueron publicadas varias ediciones impresas: como la de los años 1491, 1506, 1550. Lo que demuestra el crédito y el interés que el texto creó en los siglos sucesivos. Omitiendo las implicaciones matemáticas, exponía los elementos básicos de la astronomía tolemaica, agregando los resultados de las propias investigaciones y observaciones: como refiere Tabanelli (en pág. 38), Bonatti se atribuía el mérito de haber "descubierto 700 estrellas, de las cuales, hasta ese entonces, no se tenía conocimiento de ellas".
Además, su gran mérito parecía ser su claridad (no fácil de encontrar en argumentos astronómicos y astrológicos): el cronista Giovanni Villani refiere que la exposición era tan plana que hasta la podían entender "las niñas".